# Ehsan Hadadi
Ehsan Hadadi (Teheran, 20 januari 1985) is een Iraans discuswerper. Hij werd viermaal Aziatische kampioen en eenmaal wereldjeugdkampioen in deze discipline. Ook nam hij driemaal deel aan de Olympische Spelen en won hierbij in totaal één zilveren medaille.

## Loopbaan
In 2004 won Hadadi met de discus het Aziatisch jeugdkampioenschap en de WK voor junioren in Grosseto. Hij was hiermee de eerste Iraniër die in een internationale atletiekwedstrijd een medaille won. In 2005 won hij op de Aziatische kampioenschappen in Incheon het onderdeel discuswerpen met een worp van 65,25 m. In december 2006 won hij nogmaals goud op de Aziatische Spelen in Doha.
Op 24 mei 2008 baarde Ehsan Hadadi opzien door tijdens de FBK Games in Hengelo bij het discuswerpen regerend wereldkampioen Gerd Kanter, meervoudig olympisch en wereldkampioen Virgilijus Alekna en de Nederlandse favoriet Rutger Smith, bronzenmedaillewinnaar op de WK in Osaka, te verslaan. Zijn winnende worp van 68,52 was tevens een nieuw Aziatisch record. Op de Olympische Spelen van 2008 in Peking was zijn 61,34 niet voldoende om zich te kwalificeren voor de finale.
Tijdens de Olympische Zomerspelen 2012 veroverde Hadadi de zilveren medaille. Op de Olympische Spelen van 2016 in Rio de Janeiro was hij zijn goede vorm kwijt en sneuvelde hij in de kwalificatieronde met een beste poging van 60,15.

## Titels
- Aziatisch kampioen discuswerpen - 2005, 2007, 2009, 2011
- Wereldjeugdkampioen discuswerpen - 2005
- Aziatisch jeugdkampioen discuswerpen - 2004

## Persoonlijke records
| Onderdeel    | Prestatie    | Datum       | Plaats  |
| ------------ | ------------ | ----------- | ------- |
| discuswerpen | 69,32 m (AR) | 3 juni 2008 | Tallinn |

## Palmares

### discuswerpen
Kampioenschappen
- 2003: 8e Aziatische kamp. - 54,40 m
- 2004:  Aziatische jeugdkamp. - 62,24 m
- 2004:  WJK - 62,14 m
- 2005:  Islamitische Solidariteits Spelen - 58,66 m
- 2005:  Aziatische kamp. - 65,25 m
- 2005:  West-Aziatische Spelen - 63,63 m
- 2006:  Wereldbeker - 62,60 m
- 2006:  Aziatische Spelen - 63,79 m
- 2007:  Aziatische kamp. - 65.38 m
- 2007: 7e WK - 64,53 m
- 2008: 7e in kwal. OS - 61,34 m
- 2008: 6e Wereldatletiekfinale - 62,76 m
- 2009:  Aziatische kamp. - 64,83 m
- 2010:  Continental Cup - 64,55 m
- 2010:  Aziatische Spelen - 67,99 m
- 2011: IAAF/VTB Bank Continental Cup 2010 - 64,55 m
- 2011:  WK - 66,08 m
- 2012:  OS - 68,18 m
- 2013:  Islamitische Solidariteits Spelen - 66,03 m
- 2014:  Aziatische Spelen - 65,11 m
- 2015: 10e in kwal. WK - 60,39 m
- 2016: 14e in kwal. OS - 60,15 m

Golden League-podiumplekken
- 2008:  ISTAF – 69,12 m

Diamond League-podiumplekken
- 2011:  London Grand Prix – 64,76 m
- 2012:  Qatar Athletic Super Grand Prix – 66,32 m
- 2012:  Golden Gala – 66,73 m
- 2013:  Prefontaine Classic – 65,63 m
- 2013:  Bislett Games – 64,63 m
- 2013:  Meeting Areva – 65,53 m
- 2013:  DN Galan – 63,64 m
- 2013:  Weltklasse Zürich – 66,07 m
- 2014:  Adidas Grand Prix – 65,23